# L'Emprise (roman, 2014)
Pour les articles homonymes, voir Emprise.
L'Emprise est un roman français de Marc Dugain publié en avril 2014.

## Résumé
Ce roman suit le parcours de nombreux personnages. Au départ indépendants les uns des autres, leurs chemins vont finir par se croiser tout au long du récit.
- Launay, favori à l'élection présidentielle, se bat pour arriver au pouvoir suprême malgré toutes les embuches : erreurs du passé qui ressurgissent, vie familiale explosive et adversaire politique au sein de son propre camp.
- Corti, le directeur du renseignement intérieur français, au centre de toutes les combines politiques.
- Habber, l'ancienne présidente du groupe industriel Arlena spécialisé dans l'énergie atomique.
- Sternfall, un responsable syndical de ce groupe.
- Lorraine, une agent des services secrets français qui essaie de faire le lien entre tous ces personnages...

## Analyse
Si Marc Dugain admet s'être inspiré de personnages et faits réels, il ne fait la plupart du temps pas de retranscription directe de ceux-ci. Ainsi le récit est une métaphore de l'affaire Karachi. L'auteur souhaitait mettre en avant les conséquences catastrophiques de certains actes liés au pouvoir et à l'argent. Il s'agit donc plus d'une dénonciation d'un système que d'un événement singulier. De même, si la plupart des personnages sont inventés, on reconnaît nombre de politiques dans leur personnalité et leurs agissements. 